# 레딩 대학교
레딩 대학교(University of Reading)는 잉글랜드 버크셔주 레딩에 위치한 연구형 공립 대학이다. 1892년에 옥스퍼드 대학교의 확장 칼리지로서 'University College, Reading'라는 교명으로 설립되었다. 이 대학은 레드브릭 대학으로 대체로 분류되며 그 기원은 19세기로 거슬러 올라간다.